# Lionel Bomayako
Lionel Bomayako, né le 15 septembre 1978 à Bangui, est un joueur franco-centrafricain de basket-ball. Il joue au poste d'arrière.

## Clubs
- 1999-2003 :  Fairleigh Dickinson University (NCAA)
- 2003-2004 :  Étendard de Brest (Pro B)
- 2004-2005 :  Nanterre (Pro B)
- 2005-2006 :  Ockelbo BBK (Suède) puis  Besançon BCD (Pro B)
- 2006-2007 :  BC Longwy-Rehon (Nationale 1)
- 2007-2008 :  Devils de Genève (Championnat de Suisse)
- 2008-2009 :  UJAP Quimper (Pro B)
- 2010-2012 :  Zürich Wildcats (Championnat de Suisse) puis  BC Orchies (Nationale 1)
- 2013-2014 :  Baden BC (Championnat de Suisse)
- 2014-2015 :  BC Küsnacht-Erlenbach (Championnat de Suisse) puis  Goldcoast Wallabies

## Sélection nationale
- International centrafricain : Participation au Championnat d'Afrique 2003, 2005 2007. 2009 et 2011